# Велике Аккозіно
Велике Акко́зіно (рос. Большое Аккозино, чув. Туппай Сĕмĕл) — присілок у складі Маріїнсько-Посадського району Чувашії, Росія. Входить до складу Октябрського сільського поселення.
Населення — 228 осіб (2010; 281 у 2002).
Національний склад:
- чуваші — 96 %